# Ildar Abdulovich Ibragimov
Ildar Abdulovich Ibragimov (em russo:  Ильдар Абдулович Ибрагимов; Leningrado, 15 de julho de 1932) é um matemático russo, especialista em teoria das probabilidades e estatística matemática.

## Biografia
O pai de Ibragimov foi um engenheiro com ancestrais basquires e sua mãe foi uma médica de uma família tártara com origens em Kazan. Ildar Ibragimov estudou na Universidade Estatal de São Petersburgo, onde graduou-se em matemática em 1956. Obteve em 1960 o grau de Candidato de Ciências, orientado por Yuri Linnik e em 1967 o grau de Doktor nauk. Em 1969 tornou-se professor de probabilidade da Universidade Estatal de São Petersburgo.
Ibragimov foi eleito em 1990 membro correspondente e em 1997 membro pleno da Academia de Ciências da Rússia. Em 1970 recebeu o Prêmio Lenin.
Foi palestrante convidado do Congresso Internacional de Matemáticos em Moscou (1966).

## Publicações selecionadas
- com Linnik: Independent and stationary sequences of random variables, Groningen, Wolters-Noordhoff 1971
- com Y. A. Rozanov: Gaussian Random Processes, Springer Verlag 1978[4]
- com R. Z. Hasminskii: Statistical estimation, asymptotic theory, Springer Verlag 1981[5]
- Editor com A. Yu. Zaitzev: Probability theory and mathematical statistics, Gordon and Breach 1996
- Editor com N. Balakrishnan, V. B. Nevzorov: Asymptotic methods in probability and statistics with applications, Birkhäuser 2001